# Hofstetten (Zúrich)
Hofstetten (hasta 2003 Hofstetten bei Elgg) es una comuna suiza del cantón de Zúrich, situada en el distrito de Winterthur. Limita al noreste con la comuna de Elgg, al este con Aadorf (TG), al sureste Turbenthal, al suroeste con Schlatt, y al oeste con Elsau.